# 北京精神
北京精神（英語：Beijing Spirit）指的是2011年11月2日中共北京市委宣传部公布的四个城市精神，即“爱国、创新、包容、厚德”。作为城市精神，它是北京市委希望北京市民在长期发展、建设与实践过程中能形成的一种品德。此精神是北京市委为体现中国政府倡导的社会主义核心价值体系要求，也是为表现出中国首都历史文化的特征与北京群众的精神文化追求。北京市委表示北京精神是一种长期目标，是为了让每个北京市民成为有道德、有文化、有素质的人。

## 内容表述
“北京精神”被表述为：
- “爱国”是“北京精神”的核心。是北京城市精神最深刻、最显著的特征，源远流长，历久弥新。它体现了北京市民所具有的“天下兴亡、匹夫有责”的爱国精神，讲政治、顾大局、树正气、重奉献的时代精神，展现了北京时刻与民族命运紧密相连、心系国家发展、勇担时代使命的向心力与凝聚力。
- “创新”是“北京精神”的精髓。即突破常规、推陈出新。创新是民族进步之魂，是城市活力之源，它体现了北京积极进取、追求进步的精神状态。2008以来，北京在经济发展、科技进步、城市建设、社会管理等方面取得的成效见证了这座城市的创新精神。建设世界城市，北京仍将以创新赢得机遇和未来。
- “包容”是“北京精神”的特征。即宽容、容纳。在统一多民族国家形成和壮大的漫长过程中，北京以自己宽广的胸怀和开放的心态吸引、融合着各地区各民族的文化，古典的、现代的、民族的、世界的，京腔京韵的、五湖四海的在今天的北京都有其展示的舞台；不同国度、不同民族、不同区域的人，都能在北京寻找到发展的机会。
- “厚德”是“北京精神”的品质。源自《易传·坤·象》：“地势坤，君子以厚德载物”。3000多年的建城史和850年的建都史不仅赋予了北京辉煌灿烂的历史文化，也培育了北京市民胸怀坦荡、文明有礼的优秀品质，孕育了这座城市德泽育人、容载万物的独特城市品格。在建设世界城市过程中，北京也必将继续弘扬传统美德，建设社会主义先进文化，弘扬友爱、奉献、互助的人文精神，不断彰显人文关怀的内在品质。

## 后续活动

### 高校教育
北京市委教育工委于2011年11月到2012年6月，在北京高校开展学习践行“北京精神”的主题实践活动，通过宣传普及、实践体验、实地寻访等形式组织师生深入学习、大力弘扬、积极践行“北京精神”。

### 媒体活动
《新京报》将推出“我的北京，我的精神”系列报道，征集市民照片，记录一个个的人性故事，编织成北京的历史。从次年3月3日开始，北京日报连续四天，每天两个整版，精选影展优秀作品予以刊发。

### 政府活动
2011年9月份开始，北京市西城区启动了面向全区居民、驻区单位、专家学者征集“西城精神”表述语的活动，共同提出具有广泛共识的“西城精神”，并于12月发布。

### 国学活动
2011年11月17日“北京精神与北京青年特质”青年沙龙活动中，共青团北京市老百姓国学会发布了践行落实北京精神的活动规划：
第一：厚德以行。厚德养人，厚德养团队。核心成员坚持不断学习，注意言行合一、知行合一；学者为己，先让自己丰满起来。
第二：包容有信，包容有爱，包容有亲。不断开辟老百姓国学讲坛，让国学深入社区，让国学深入老百姓的现实生活，提倡文化的包容，提倡人与人沟通交流的包容。
第三：创新与时。把握时间，把握时代，把与时俱进的国学网络电视台节目坚持下去。
第四：爱国扎根。让国学走进校园，让国学走上课堂，让国学走进孩子、学生的心中，让国学落实在年轻一代人的行为实践中间。

### 引用
1. ↑  《文明日报》